# Liste der Orden und Ehrenzeichen des Fürstentums Monaco
Diese Liste gibt einen Überblick über die Orden und Ehrenzeichen des Fürstentum Monaco.
- Orden des heiligen Karl (1858)
- Ehrenmedaille (1894)
- Medaille der Arbeit (1924)
- Sportverdienstmedaille (1939)

Wappen des Fürstentum Monaco

- Erinnerungsmedaille zum Regierungsantritt von Fürst Rainier III. (1949)
- Grimaldi-Orden (1950)
- Medaille des Roten Kreuzes (1950)
- Kulturverdienstorden (1952)
- Erinnerungsmedaille zur Hochzeit von Fürst Rainier III. mit Gracia Patricia (1956)
- Kronenorden (1960)
- Erinnerungsmedaille an das 25. Regierungsjubiläum von Fürst Rainier III. (1974)
- Erinnerungsmedaille an das 40. Regierungsjubiläum von Fürst Rainier III. (1989)
- Nationale Blutspendemedaille (1993)
- Erinnerungsmedaille 700 Jahre Dynastie Grimaldi (1997)
- Erinnerungsmedaille zum Regierungsantritt von Fürst Albert II. (2005)
- Erinnerungsmedaille zur Hochzeit von Fürst Albert II. mit Charlène Lynette (2011)